# Décès en juillet 2006
Décès
- 2002
- 2003
- 2004
- 2005
- 2006
- 2007
- 2008
- 2009
- 2010

Pour une information complémentaire, voir la page d'aide.

| Date        | Nom                           | Activités | Âge      | Source |
| ----------- | ----------------------------- | --- | -------- | ------ |
| 1er juillet | Ryūtarō Hashimoto             | premier ministre du Japon de 1996 à 1998 | 68       |        |
| 2 juillet   | Dominique Durand              | journaliste français | 59       |        |
| 2 juillet   | François Stahly               | sculpteur français | 95       |        |
| 2 juillet   | Franck Sérusclat              | homme politique français | 84       |        |
| 3 juillet   | Benjamin Hendrickson (en)     | acteur américain | 55       |        |
| 3 juillet   | Lorraine Hunt-Lieberson       | mezzo soprano américaine | 52       |        |
| 3 juillet   | Herty Lewites                 | homme politique nicaraguayen | 67       |        |
| 3 juillet   | Dick Schulte Nordholt (nl)    | bassiste néerlandais | 52       |        |
| 4 juillet   | Lars Korvald                  | premier ministre de la Norvège de 1972 à 1973 | 90       |        |
| 4 juillet   | Jean d'Orgeix                 | acteur de cinéma et de théâtre, guide de brousse, pilote, cavalier de saut d'obstacles français                                                                                        | 85       |        |
| 5 juillet   | Barbara Albright (en)         | diététicienne et auteur de livres américaine | 51       |        |
| 5 juillet   | Gert Fredriksson              | kayakiste suédois | 86       |        |
| 5 juillet   | Gabrielle Gourdeau            | écrivaine et romancière québécoise | 54       |        |
| 5 juillet   | Kenneth Lay                   | homme d'affaires américain | 64       |        |
| 5 juillet   | Don Lusher (en)               | musicien britannique | 82       |        |
| 5 juillet   | Amzie Strickland (en)         | actrice américaine | 87       |        |
| 5 juillet   | Princesse Kaimana Tukuʻaho    | membre de la famille royale de Tonga. Épouse du Prince Tuʻipelehake. | 46       |        |
| 5 juillet   | Prince Tuʻipelehake           | membre de la famille royale de Tonga. Neveu du roi Taufaʻahau Tupou IV. | 56       |        |
| 6 juillet   | Kasey Rogers                  | actrice américaine | 79       |        |
| 7 juillet   | Syd Barrett                   | musicien et peintre britannique | 60       |        |
| 7 juillet   | Dina Kaminskaïa               | avocate et militante des droits de l'homme en Union soviétique | 87       | (en)   |
| 7 juillet   | Rudi Carrell                  | animateur de télévision allemande | 71       |        |
| 7 juillet   | Elias Hraoui                  | président du Liban de 1989 à 1998 | 80       |        |
| 7 juillet   | Eugene Kurtz                  | compositeur américain | 82       |        |
| 7 juillet   | Catherine Leroy               | reporter photographe française | 60       |        |
| 7 juillet   | Olivier Séchan                | écrivain et traducteur français | 95       |        |
| 7 juillet   | Juan de Ávalos                | sculpteur espagnol | 94       |        |
| 8 juillet   | June Allyson                  | actrice américaine | 88       |        |
| 8 juillet   | Pjetër Arbnori                | homme d'État albanais | 71       |        |
| 8 juillet   | Ana María Campoy (en)         | actrice argentine | 80       |        |
| 8 juillet   | Paul Garelli                  | historien français | 82       |        |
| 8 juillet   | Bapuwa Mwamba                 | journaliste congolais | 63       |        |
| 8 juillet   | Marcel Vidal                  | homme politique français | 66       |        |
| 9 juillet   | Jean Debruynne                | prêtre et poète français | 81       |        |
| 9 juillet   | Milan Williams                | musicien américain. Membre fondateur du groupe The Commodores. | 58       |        |
| 10 juillet  | Chamil Bassaïev               | commandant du groupe indépendantiste tchétchène wahhabite | 41       |        |
| 10 juillet  | Anne-Sophie Deval             | actrice française | 16       |        |
| 10 juillet  | Jacques-Olivier Manent        | diplomate français. Ambassadeur français en Papouasie-Nouvelle-Guinée et aux Îles Salomon depuis mars 2005.                                                                            | 58       |        |
| 10 juillet  | Philippe Takla                | diplomate et homme politique libanais | 91       |        |
| 11 juillet  | Sosthène Fernandez            | général et homme politique cambodgien | 82       |        |
| 11 juillet  | Barnard Hughes                | acteur américain | 90       |        |
| 11 juillet  | Ivan Levesque                 | peintre et sculpteur français | 72       |        |
| 11 juillet  | Guy Pedroncini                | historien de la Première Guerre mondiale français | 82       |        |
| 12 juillet  | Hubert Lampo                  | écrivain belge | 85       |        |
| 12 juillet  | Diego Marabelli               | coureur cycliste italien | 91       |        |
| 13 juillet  | Red Buttons                   | comédien américain | 87       |        |
| 13 juillet  | Ángel Suquía Goicoechea       | cardinal espagnol. Archevêque émérite de Madrid | 89       |        |
| 13 juillet  | Stanislao Nievo               | écrivain italien | 78       |        |
| 13 juillet  | Romain Weingarten             | écrivain français | 79       |        |
| 14 juillet  | Bertrand Malo                 | homme d'affaires canadien | 87       |        |
| 14 juillet  | Carrie Nye                    | actrice américaine | 69       |        |
| 14 juillet  | Albert Rohmer                 | pédiatre et resistant français | 92       |        |
| 15 juillet  | Kenneth Lochhead              | artiste canadien | 80       |        |
| 16 juillet  | Mariam Aslamazian             | peintre soviétique puis arménienne | 98       | (en)   |
| 17 juillet  | Sergius Golowin               | écrivain et homme politique suisse | 76       |        |
| 17 juillet  | El Hachemi Guerouabi          | chanteur algérien de chaâbi | 68       |        |
| 17 juillet  | Sam Myers                     | chanteur américain | 70       |        |
| 17 juillet  | Walter Renschler              | homme politique suisse | 74       |        |
| 17 juillet  | Mickey Spillane               | écrivain américain | 88       |        |
| 18 juillet  | Serge Christophe              | chanteur français | 65       |        |
| 18 juillet  | Raul Cortez                   | acteur brésilien | 73       |        |
| 18 juillet  | Jean Luisi                    | acteur français | 79       |        |
| 18 juillet  | Marie-Claire Scamaroni        | résistante et femme politique française. Ancienne conseillère générale de Corse et députée européenne.                                                                                 | 92       |        |
| 19 juillet  | Pascal Renwick                | Acteur et directeur artistique français. | 51       | (fr)   |
| 19 juillet  | Mohammad Younes Khalis        | dignitaire religieux et chef militaire afghan | 86 ou 87 | (en)   |
| 19 juillet  | Florence Véran                | Compositrice française. | 84       | (fr)   |
| 19 juillet  | Gérard Oury                   | Acteur, réalisateur et scénariste français | 87       | (fr)   |
| 19 juillet  | Jack Warden                   | Acteur américain | 85       | (en)   |
| 20 juillet  | Ugo Attardi                   | peintre, sculpteur et écrivain italien | 83       |        |
| 20 juillet  | Charles Bettelheim            | économiste français | 92       |        |
| 20 juillet  | Robert O. Cornthwaite         | acteur américain | 89       |        |
| 20 juillet  | Albert Lauzero                | peintre et graveur français | 96       |        |
| 20 juillet  | Naum Starkmann                | pianiste russe | 78       |        |
| 21 juillet  | Makoto Iwamatsu               | acteur japonais | 72       |        |
| 21 juillet  | Ta Mok                        | ancien chef militaire khmer rouge | 80       |        |
| 21 juillet  | Midani Ben Salah              | poète tunisien | 77       |        |
| 22 juillet  | Donald Reid Cabral (en)       | homme politique dominicain. Ministre des Affaires étrangères de 1963 à 1964, de 1964 à 1965 et de 1986 à 1988.                                                                         | 83       |        |
| 22 juillet  | Jose Antonio Delgado          | alpiniste vénézuélien | 41       |        |
| 22 juillet  | Pierre Rey                    | écrivain français | 76       |        |
| 22 juillet  | Robert Rothwell               | Acteur américain. | 75       | (en)   |
| 22 juillet  | Jeanne Seebacher              | pionnière française de l'application de l'anesthésie péridurale pour les accouchements                                                                                                 | 72       | (fr)   |
| 23 juillet  | Jean-Paul Desbiens            | écrivain québécois | 79       |        |
| 23 juillet  | Charles E. Brady, Jr.         | astronaute américain | 54       |        |
| 23 juillet  | Robert Moreau                 | syndicaliste et homme politique belge | 91       |        |
| 23 juillet  | Layal Nagib                   | photographe libanaise | 23       |        |
| 23 juillet  | André Parinaud                | journaliste français | 82       |        |
| 24 juillet  | Emmanuel Buteau               | philosophe haïtien | 61       |        |
| 25 juillet  | Lise Delamare                 | actrice française | 93       |        |
| 25 juillet  | Charles Haby                  | homme politique français | 84       |        |
| 25 juillet  | Hani Mohsin Hanafi            | acteur malaisien | 43       |        |
| 25 juillet  | Leonard Robinson              | homme politique américain. Secrétaire d'État adjoint aux Affaires africaines de 1983 à 1985 et de 1990 à 1993.                                                                         | 63       |        |
| 26 juillet  | Robert Abdesselam             | avocat et homme politique français. Député d'Alger de 1958 à 1962. | 86       |        |
| 26 juillet  | Louise Simone Bennett-Coverly | poétesse et chansonnière jamaïcaine | 86       |        |
| 26 juillet  | Rémy Guillevic                | homme politique français. Maire d’Étel depuis 1991. | 75       |        |
| 26 juillet  | Jacques Paillard              | universitaire français | 86       |        |
| 27 juillet  | Mike Frastacky                | travailleur humanitaire canadien | 56       |        |
| 27 juillet  | Bjørn Morisse                 | illustrateur, auteur de bande dessinée et musicien norvégien | 62       | (en)   |
| 27 juillet  | Carlos Roque                  | auteur de bande dessinée portugais | 70       |        |
| 27 juillet  | Elisabeth Volkmann            | actrice allemande | 70       |        |
| 27 juillet  | Johnny Weissmuller Jr         | acteur américain | 65       |        |
| 28 juillet  | Patrick Allen                 | acteur britannique | 79       |        |
| 28 juillet  | David Gemmell                 | écrivain britannique | 57       |        |
| 28 juillet  | Hubert Landais                | haut fonctionnaire français. Président de l'ICOM (International Council of Museums, Conseil international des Musées) de 1977 à 1983 et Directeur des Musées de France de 1977 à 1987. | 85       |        |
| 29 juillet  | Jacques Ozouf                 | historien français | 77       |        |
| 29 juillet  | Pierre Vidal-Naquet           | historien français | 76       |        |
| 30 juillet  | Murray Bookchin               | écrivain américain | 85       |        |
| 30 juillet  | Philip D’Arcy Hart            | médecin et chercheur britannique | 106      |        |
| 31 juillet  | Rufus Harley                  | saxophoniste américain | 70       |        |
| 31 juillet  | Pascal Miézan                 | footballeur ivoirien | 47       |        |